# Justas Petravičius
Justas Petravičius (ur. 25 stycznia 1995) – litewski zapaśnik walczący w stylu klasycznym. Zajął jedenaste miejsce na mistrzostwach świata w 2018. Piąty na mistrzostwach Europy w 2024. Ósmy na igrzyskach wojskowych w 2019. Brązowy medalista wojskowych MŚ w 2017 i 2021. Mistrz nordycki w 2017. Trzeci na ME U-23 w 2017 roku.